# 1980년 하계 올림픽 쿠바 선수단
1980년 하계 올림픽 쿠바 선수단은 소련 모스크바에 열린 1980년 하계 올림픽에 참가한 올림픽 쿠바 선수단이다. 175명의 선수가 19개의 종목에 참가했다.